# Micruroides euryxanthus euryxanthus
La serpiente coralillo de Sonora (Micruroides euryxanthus euryxanthuses) una especie de serpiente de coral, perteneciente a la familia de los Elapidae.

## Características
Las serpientes coralillo de Sonora se distinguen por tener la cabeza pequeña y el cuerpo delgado y alargado, pero más que nada, por una serie de anillos negros, amarillos y rojos característicos de todas las serpientes de coral; los anillos son de color brillante y avisan de su peligrosidad; estos anillos de colores se repiten a lo largo de su cuerpo en el mismo patrón, lo que las diferencia de las falsas serpientes de coral, que también tienen anillos negros, blancos y rojos. 
Suelen llegan a medir unos 32 o 44 centímetros de largo; sin embargo su anchura es solo poco más grande que la de un lápiz.
La serpiente coralillo de Sonora tiene un solo colmillo en cada maxilar y es muy venenosa; una pequeña cantidad de su veneno puede llegar a matar a un hombre en muy poco tiempo, pues los efectos neurotóxicos causan parálisis rápida e insuficiencia respiratoria en su presa. Suelen ser tranquilas, por lo cual no representan amenaza alguna, a menos que se las perturbe o se encuentren cazando, pues al morder a su víctima suelen morderla tantas veces como sea posible para soltar la mayor cantidad de veneno en un solo ataque.
Estas serpientes suelen alimentarse de pequeños reptiles, anfibios, insectos y lagartijas, pero si el alimento escasea pueden llegar a matar pequeñas aves e inclusive llegan presentar canibalismo.
Cuando las coralillo se disponen a morder suelen avanzar hacia delante en lugar de enroscarse, y en el caso de ser atrapadas suelen lanzar sus mordidas hacia los lados.
Se reproducen mediante huevos y suelen poner de 2 a 3 huevos después de la época de Verano, su período de vida se extiende alrededor de 10 años, 12 cuando mucho, lleva una vida solitaria la mayor parte del tiempo, solo se reúne con otros individuos para su época de reproducción, como es característico en todas las serpientes.

## Hábitat
El hábitat de estos animales se extiende por la Huasteca, los Desiertos de Sonora, Arizona, sudoeste de Nuevo México y recientemente se han reportado avistamientos de la misma en la península de Yucatán
- Datos: Q6013525
- Especies: Micruroides euryxanthus euryxanthus